# Emergency on Planet Earth
«Emergency on Planet Earth» (переводится на русский как «Чрезвычайное положение на планете Земля») — дебютный студийный альбом британской группы Jamiroquai. В Великобритании альбом вышел 14 июня 1993 года, и дебютировал на 1-м месте в британском чарте, продержавшись 3 недели на вершине и ещё 7 недель в лучшей десятке. 
В 1994 году альбом получил статус платинового.
Стилистика альбома во многом выдержана в духе джаз-фанка 1970-х, чем и определяется его принадлежность к эйсид-джазу. Основной темой альбома являются проблемы войн, экологических бедствий, нищеты и другие противоречия современного мира.
Поскольку само название «Jamiroquai» солист группы Джей Кей придумал, соединив слова jam (джем) и Iroquois (ирокезы, племя североамериканских индейцев), то и пантеизм североамериканских индейцев стал источником вдохновения для Кея, и в буклете к этому альбому он указывает на важность их культурного наследия и мировоззрения.
На обложке альбома изображен логотип Jamiroquai — «Buffalo man» («человек-бизон»), также придуманный Кеем и также связанный с культурой североамериканских индейцев.

## Список композиций
1. «When You Gonna Learn (Digeridoo)» (Кей) — 3:50
2. «Too Young to Die» (Кей/Смит) — 6:05
3. «Hooked Up» (Кей/Смит) — 4:35
4. «If I Like It, I Do It» (Кей/Ван Гельдер) — 4:53
5. «Music of the Mind» (Кей/Смит) — 6:22
6. «Emergency on Planet Earth» (Кей/Смит) — 4:05
7. «Whatever It Is, I Just Can’t Stop» (Кей/Смит) — 4:07
8. «Blow Your Mind» (Кей/Смит) — 8:32
9. «Revolution 1993» (Кей/Смит) — 10:16
10. «Didgin' Out» (Кей/Бьюкенен) — 2:37

## Синглы
| Название                             | Лейбл             | Дата выпуска     | Высшая позиция |
| ------------------------------------ | ----------------- | ---------------- | -------------- |
| «When You Gonna Learn?»              | Acid Jazz Records | 19 октября 1992  | 52             |
| «Too Young To Die»                   | Sony Music        | 1 марта 1993     | 10             |
| «Blow Your Mind»                     | Sony Music        | 24 мая 1993      | 12             |
| «Emergency On Planet Earth»          | Sony Music        | 2 августа 1993   | 32             |
| «When You Gonna Learn?»              | Sony Music        | 13 сентября 1993 | 28             |
| «If I Like It, I Do It» (промосингл) | Sony Music        | 1993             | —              |
| «Revolution 1993» (промосингл)       | Sony Music        | 1993             | —              |

## Музыканты, принявшие участие в записи
- Джей Кей (англ. Jay Kay): вокал
- Тоби Смит (англ. Toby Smith): клавишные
- Стюарт Зендер (англ. Stuart Zender): бас-гитара
- Гэвин Доддс (англ. Gavin Dodds): гитара
- Ник Ван Гельдер (англ. Nick Van Gelder): барабаны
- Маурицио Равалико (англ. Maurizio Ravalico): перкуссия
- Гэри Барнакл (англ. Gary Barnacle): саксофон, флейта
- Джон Тикрелл (англ. John Thikrell): труба
- Ричард Эдвардс (англ. Richard Edwards): тромбон
- Уоллис Бьюкенен (англ. Wallis Buchanan): диджериду
- Ди-джей Дизайр (англ. DJ D-Zire): ди-джей
- Эндрю Леви (англ. Andrew Levy): бас-гитара
- Саймон Бартоломью (англ. Simon Bartolomew): гитара
- Гленн Найтингейл (англ. Glenn Nightingale): гитара
- Кофи Кари Кари: (англ. Kofi Kari Kari): перкуссия
- Ванесса Саймон (англ. Vanessa Simon): бэк-вокал
- The Reggae Philharmonic Orchestra: струнная секция